# Сабо, Бенце (футболист)
Бенце Сабо (венг. Szabó Bence; 16 января 1998, Секешфехервар, Венгрия) — венгерский футболист, полузащитник клуба «Чаквар».

## Клубная карьера

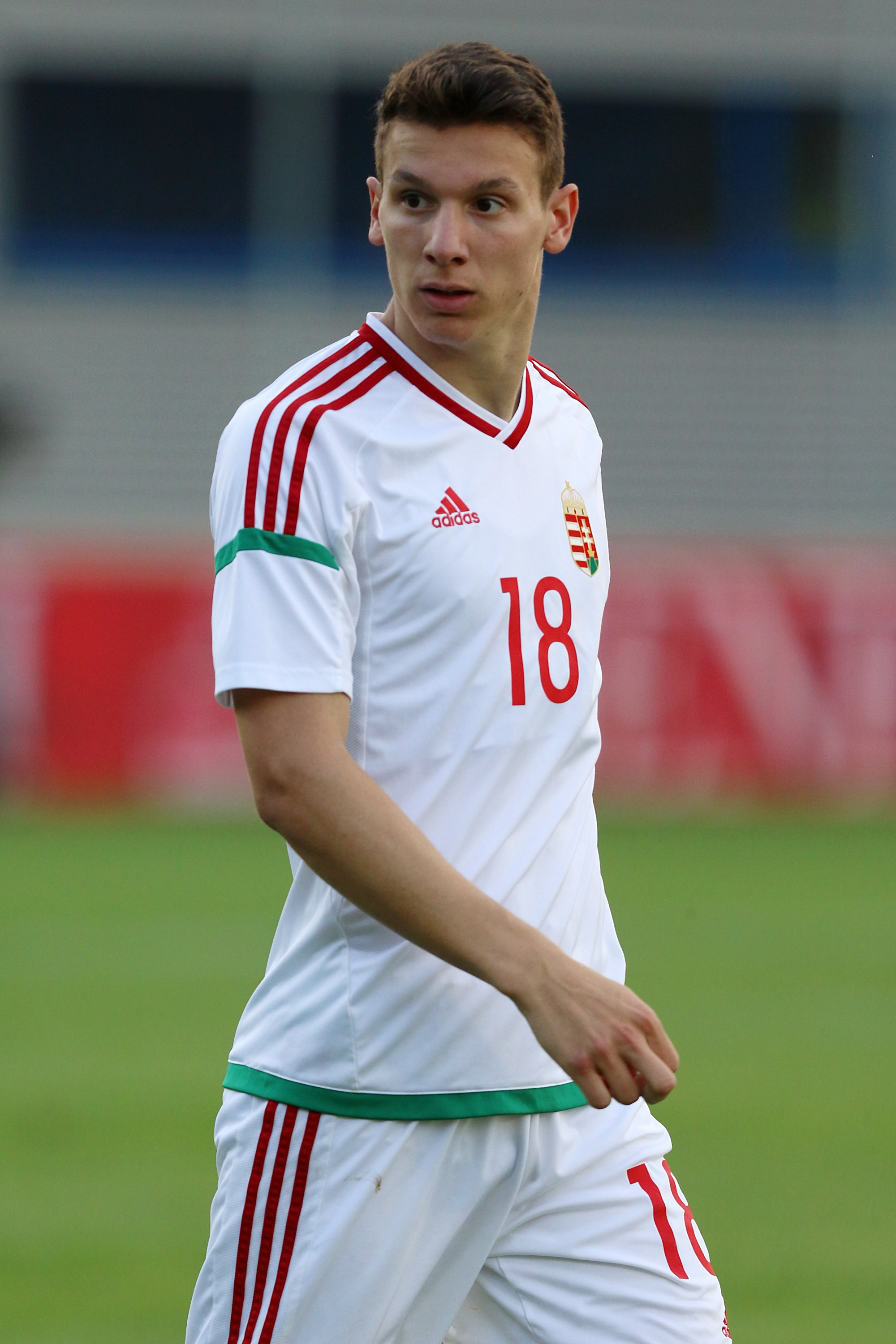
Бенце в составе юношеской сборной Венгрии

Сабо — воспитанник клубов «Видеотон» и «Академия Пушкаша». 7 августа 2016 года в матче против «Сольнока» он дебютировал в чемпионате Венгрии в составе последнего. Летом 2017 года Бенце вернулся в «Видеотон». 23 июля в матче против своего предыдущей команды «Академии Пушкаша» он дебютировал за новую команду, переименованную в 2018 году в «МОЛ Види». В начале 2018 года для получения игровой практики Бенце на правах аренды выступал за «Ньиредьхаза Спартакус». Летом того же года Сабо был арендован клубом «Диощдьёр». 1 сентября в матче против «Пакша» он дебютировал за новую команду.